# Abbas Mohamad
Abbas Mohamad (Borås, 15 de junio de 1998) es un futbolista sueco, nacionalizado iraquí, que juega en la demarcación de defensa para el Nowruz SC de la Liga Premier de Irak.

## Selección nacional
Hizo su debut con la selección absoluta de Irak el 26 de septiembre de 2022 en un encuentro amistoso contra Siria que finalizó con un resultado de 1-0 a favor del combinado iraquí tras el gol de Aymen Hussein.

## Clubes
Actualizado al último partido disputado el 6 de octubre de 2024.
| Club                  | País      | Año       | Partidos | Goles |
| --------------------- | --------- | --------- | -------- | ----- |
| Norrby IF             | Suecia    | 2015-2017 | 4        | 0     |
| Dalstorps IF (cedido) | Suecia    | 2017      | 8        | 0     |
| Vårgårda IK (cedido)  | Suecia    | 2018      | 2        | 0     |
| Norrby IF             | Suecia    | 2018-2022 | 81       | 3     |
| Dalkurd FF            | Suecia    | 2022      | 12       | 1     |
| GAIS Gotemburgo       | Suecia    | 2022-2023 | 0        | 0     |
| Nakhon Ratchasima FC  | Tailandia | 2023-2024 | 31       | 1     |
| Nowruz SC             | Irak      | 2024-     | 2        | 0     |